# Katja Bildt
Katja Bildt (geboren in Nürnberg) ist eine deutsche Opernsängerin (Mezzosopran).

## Leben
Nachdem sie zuerst von Gabriele Czerepan von Ullmann ersten Gesangsunterricht erhalten hatte, besuchte sie von 2004 bis 2006 die Berufsfachschule für Musik Oberfranken in Kronach im Hauptfach Gesang bei Helga Kutter. 2006 nahm sie ein Gesangsstudium an der Hochschule für Musik Franz Liszt Weimar bei Siegfried Gohritz auf.
Sie debütierte 2011 am Theater Nordhausen als „Lucretia“ in The Rape of Lucretia von Benjamin Britten. Von 2012 bis 2014 bildete sie sich am Thüringer Opernstudio weiter aus.
Seit 2014 ist sie festes Ensemblemitglied am Theater Erfurt, sie gab ihr Debüt im Rahmen ihrer Ausbildung allerdings schon 2012 als „Donna Mercedes“ in Der Corregidor von Hugo Wolf.
Im Jahr 2018 trat sie bei den DomStufen-Festspielen in Erfurt unter dem Generalintendanten Guy Montavon auf. Dort übernahm sie die Titelrolle in der Oper Carmen von Georges Bizet.
Am 24. September 2023 wurde sie zur Kammersängerin am Theater Erfurt ernannt.